# أسمرال موسكو
أسمرال موسكو (بالروسية: ФК «Пресня» Москва)‏ كان فريق كرة قدم روسيًّا مقره موسكو. تأسس في 1978. شارك في الدرجة الثالثة من الدوري السوفيتي الثاني وكان ملحوظًا لإعطاء بداية لأوليج رومانتسيف وفاسيلي كولكوف وألكسندر موستوفوي.

## التاريخ
في عام 1990 عندما سمحت سياسات البيريسترويكا بإنشاء مؤسسات خاصة في الاتحاد السوفيتي تم شراء النادي من قبل رجل الأعمال العراقي حسام الخالدي الذي أعاد تسمية النادي إلى أسمرال (بعد الأحرف الأولى لأطفاله الثلاثة - بنات أصيل ومريم وابن آلان). كان أول ناد مملوك للقطاع الخاص في روسيا. استعان الخالدي بالمدرب الشهير كونستانتين بيسكوف ونجم سبارتاك موسكو السابق يوري جافريلوف. بعد موسم 1991، تمت ترقية النادي إلى الدرجة الثانية من الدوري السوفيتي الأول. ومع ذلك وبسبب تفكك الاتحاد السوفيتي تم تنظيم نظام الدوري الروسي الجديد وتم قبول أسمرال في دوري الدرجة الأولى الروسي حيث وصل إلى المركز السابع في موسم 1992 الافتتاحي. في موسم 1993 التالي، هبط إلى الدرجة الأولى الروسية، ثم عانى من هبوطين متتاليين في 1995 و1996 وانتهى به الأمر في الدرجة الثالثة الروسية. بعد موسم 1998، فقد المكانة الاحترافية (دخول اتحاد الهواة) وتم حله تمامًا بعد موسم 1999، وإعلان إفلاسه في سبتمبر 2003.
شارك نادي أسمرال في الدوري الروسي الثاني والدوري الروسي الثالث في عام 1992 باسم نادي أسمرال-د موسكو ومن 1993 إلى 1995 باسم نادي بريسنيا موسكو.
شارك نادي منفصل يسمى نادي بريسنيا موسكو على المستوى الاحترافي في دوري الدرجة الثانية الروسي من 2004 إلى 2006.

### الدوري والكأس
| الموسم | الدوري | الدوري     | الدوري  | الدوري | الدوري | الدوري | الدوري   | الدوري     | الدوري | كأس روسيا       | أفضل هداف     | أفضل هداف | المديرون                                          |
| الموسم | الدوري | المركز     | مباريات | فوز    | تعادل  | خسارة  | أهداف له | أهداف عليه | نقاط   | كأس روسيا       | الاسم         | الدوري    | المديرون                                          |
| ------ | ------ | ---------- | ------- | ------ | ------ | ------ | -------- | ---------- | ------ | --------------- | ------------- | --------- | ------------------------------------------------- |
| 1992   | الأول  | السابع     | 14      | 3      | 3      | 8      | 17       | 36         | 9      | -               | كيريل ريباكوف | 13        | كونستانتين بيسكوف                                 |
| 1993   | الأول  | الثامن عشر | 34      | 7      | 6      | 21     | 28       | 53         | 20     | دور الـ 32      |               |           | نيكولاي خودييف                                    |
| 1994   | الثاني | العاشر     | 42      | 17     | 8      | 17     | 57       | 55         | 42     | دور الـ 16      |               |           | فالنتين إيفانوف فلاديمير سيرجيفيتش بيلوسوف        |
| 1995   | الثاني | 22         | 42      | 8      | 4      | 30     | 35       | 98         | 28     | الجولة الرابعة  |               |           | فلاديمير ميخائيلوف                                |
| 1996   | الثالث | 21         | 42      | 8      | 4      | 30     | 33       | 92         | 28     | دور الـ 32      |               |           | فلاديمير ميخائيلوف                                |
| 1997   | الرابع | 15         | 40      | 14     | 3      | 23     | 50       | 77         | 45     | -               |               |           | فلاديمير ميخائيلوف                                |
| 1998   | الثالث | 21         | 40      | 9      | 4      | 27     | 42       | 75         | 31     | المرحلة الثانية |               |           | فلاديمير ميخائيلوف في في ميدفيديف ألكسندر أنتونوف |

## لاعبون بارزون
كان لديه كؤوس دولية لبلدانهم. يمثل اللاعبون الذين تم إدراج أسمائهم بالخط العريض بلادهم أثناء اللعب لصالح أسمرال / بريسنيا موسكو.
| اتحاد الجمهوريات الاشتراكية السوفياتية / روسيا - يوري غافريلوف - فاسيلي كولكوف - ألكساندر موستوفوي - Aleksandr Prokhorov ‏ | - سيرغي روديونوف - Andrei Yakubik - Sergey Grishin ‏ | - سيرغي سيماك - Aleksandr Tochilin دول الاتحاد السوفياتي السابق - Algimantas Briaunis |